# 大陸間トンネル
大陸間トンネル（たいりくかんトンネル）は、大陸間を結ぶトンネルである。一部の提案では、高度な技術の真空チューブ列車が500-8000km/hで移動することを想定している。大西洋横断のトンネルに関しては米英間（具体的にはニューヨーク-ロンドン間）を想定したものが大半である。
空路と比較しての利点は、速度を高めることが可能な点と、石油ピーク後の長い将来を考慮した場合に希少な石油ベースの燃料の代わりとして電力使用が可能な点である。
こうしたトンネル建設の主な障壁としては、推定初期費用が88-1750億ドルにおよぶ（今では1兆-20兆ドルに更新）ほか、現時点における材料科学の限界もある。英仏海峡トンネル、青函トンネル、ゴッタルドベーストンネルなど既存の大きなトンネルは、大陸間トンネル向けに提案されたものよりも価格を抑えた技術を活用しているにもかかわらず、財政的に苦慮する場合もある。

## トンネル構想
海底上のチューブや海底下のトンネル、または双方の組み合わせなど、概念としては様々なバリエーションが存在する。

### 真空チューブ列車
1960年代の提案が、長さ5000kmに及ぶ概ね真空のチューブと理論上は最大8000km/hの速さで移動可能なリニアモーターカーを備えた、真空チューブ列車だった。この速度なら、ニューヨーク-ロンドン間の移動時間が1時間未満となる。コスト削減を意図した別の近代的なバリエーションが、船・悪天候の影響・非常に深い海底付近トンネルに関わる高水圧を避けるため、海面下約50mを通る水中浮遊トンネルである。これは約10万の係留ケーブルによって所定の位置に保持された、54000区画の組み立て方式で構成されている。各区画には同心円の鋼管間に挟まれた気泡層があり、このトンネルが気圧を低下させる仕組みにもなっている。後者は決して空想上の話ではなく、2016年にノルウェーが25億ドルを投じてこの水中浮遊トンネルを開発する計画を発表している。

### ジェット推進
列車輸送に向けたロケット、ジェットエンジン、スクラムジェット（超音速燃焼エンジン）、加圧トンネルといったアイディアも提案されている。『Extreme Engineering』というドキュメンタリーのテレビ番組で述べられた提案では、列車が最高速度に達するまでに18分、最後に停止するまでに18分かかるという。ただし減速段階に入ると、0.2Gの加速が不快な下方に傾く感覚を生み出してしまうとのことで、減速をより快適にするため移動中間点で座席が後ろ向きに個別回転する提案が番組内でなされた。

## 歴史

### 初期の関心
こうした構造の提案は、1888年に「Un Express de l'avenir (未来の急行列車)」という物語内でその構想を描いたジュール・ヴェルヌの息子ミシェル・ヴェルヌにまで遡る。
1913年にはドイツの作家ベルンハルト・ケラーマンによる小説『Der Tunnel （トンネル）』の出版が確認されている。これに触発されて、ヴィルヘルム・ヴァウアーによる同名の映画が1915年に1本、その後1933年と1935年にドイツ語版、フランス語版、イギリス版にて計4本の映画が公開された。ドイツ語版とフランス語版はカーティス・バーンハートの監督作品で、イギリス版はSF作家カート・シオドマクが部分的に脚本を書いた。この話題における現代の関心を恐らく示唆するものとして、米国で公開されたイギリス版のオリジナルポスター（『Transatlantic Tunnel』と改名されている）が、2006年のオークションで2000-3000ドルと推定された。

### 現代の研究
ロケットの父ことロバート・ゴダードは、この構想のために自分の特許214のうち2つを登録した。アーサー・C・クラークは1946年の短編小説『Rescue Party』で大陸間トンネルについて言及し、1956年の小説『都市と星』でも再び言及している。ハリイ・ハリスンの1975年の小説『大西洋横断トンネル、万歳!』は、海底にある真空のリニアモーターシステムについて記述している。『ポピュラーサイエンス』の2004年4月号は、大陸間トンネルが以前考えられていたよりも実現可能で、工学上の大きな課題がないことを示唆している。海底にパイプやケーブルを敷設するものとよく比較されるが、その費用は88-1750億ドルだとしている。2003年、ディスカバリーチャンネルの番組『Extreme Engineering』は、提案済みのトンネル構想について詳細に討議した「Transatlantic Tunnel（大西洋横断トンネル）」という題名の番組プログラムを放映した。

### 成果
トルコで2013年に開通したボスポラス海峡トンネルは、アジアとヨーロッパを繋ぐ世界初の大陸間海底トンネルであり、大陸間をトンネルで繋ぐだけなら（距離や深さにもよるが）技術的に可能なことは既に証明されている。
一方、トンネル内をほぼ真空にして輸送を行う真空チューブ列車については、2017年に米国が行った試験運転で最高310km/hが記録されている。とはいえ、理論上出せる速度との乖離や安全面での課題などもあり、こちらはまだ実用化に至っていない。